# Nit života (2000.)
Nit života, hrvatski dugometražni film iz 2000. godine.